# Francisco Gabriel Guerrero
Francisco Gabriel Guerrero (n. 23 de agosto de 1977 en Berazategui, Buenos Aires, Argentina) es un exfutbolista argentino que jugó de delantero.

## Trayectoria
Panchito Guerrero comenzó su carrera amateur en el club juvenil Los Primos de Berazategui, pasando luego a jugar en las inferiores de Asociación Deportiva Berazategui. Francisco Gabriel Guerrero debutó en primera división en 1994 en el Club Atlético Independiente. En el año 1995 consiguió el campeonato del mundo de la categoría sub-20 en Catar para la Selección Argentina, anotando un gol en la final contra Brasil. También con la selección juvenil  se coronó campeón en el año 1998 en el torneo "Esperanzas de Toulon" desarrollado en Francia y reservado a la categoría sub-21. En este torneo, además, fue el goleador del certamen. Más tarde, en el 2001, partió rumbo al fútbol suizo, a jugar en el FC Zürich entre 2001 y 2005, en donde se coronó campeón de la Copa Suiza en el 2005. En ese periodo jugó 6 meses en el FC Basel, consagrándose Campeón Suizo en la temporada 2003/2004. En el 2005 regresó a Argentina para jugar en el Estudiantes de La Plata y en Huracán de Tres Arroyos. Luego partió nuevamente al fútbol suizo, esta vez para jugar en el YF Juventus y luego en el FC Aarau, con la camiseta número 8.
En junio de 2009 Guerrero se incorpora al Fútbol Chipriota por dos temporadas a través del equipo APEP, jugando nuevamente con la camiseta Número 8 pero esta vez en la Primera Liga Chipriota.
Ya retirado, en 2011, inició su carrera como entrenador, hasta el 2014, en el Alicante C.F  (fútbol formativo) firma con el 
C.D El Campello, para las siguientes temporadas 2014-2017- Coquimbo Unido 2018-2019-O'Higgins C.F 2020 (integrando el cuerpo técnico de Patricio Graff)[cita requerida]

## Clubes
| Club                    | País      | Año       |
| ----------------------- | --------- | --------- |
| Independiente           | Argentina | 1994-2001 |
| FC Zürich               | Suiza     | 2001-2005 |
| FC Basel                | Suiza     | 2004      |
| Estudiantes de La Plata | Argentina | 2005-2006 |
| Huracán de Tres Arroyos | Argentina | 2006      |
| YF Juventus             | Suiza     | 2007      |
| FC Aarau                | Suiza     | 2007-2008 |
| APEP Pitsilia           | Chipre    | 2009-2012 |